# Astathes purpurea
Astathes purpurea är en skalbaggsart som beskrevs av Francis Polkinghorne Pascoe 1857. Astathes purpurea ingår i släktet Astathes och familjen långhorningar. Inga underarter finns listade.